# Plectranthus porcatus
Plectranthus porcatus là một loài thực vật có hoa trong họ Hoa môi. Loài này được van Jaarsv. & P.J.D.Winter mô tả khoa học đầu tiên năm 2005.